# Mirzobek Raxmatov
Mirzobek Muxitdinovich Raxmatov (ur. 3 sierpnia 1996) – uzbecki zapaśnik walczący w stylu klasycznym. Zajął siedemnaste miejsce na mistrzostwach świata w 2022. Brązowy medalista mistrzostw Azji w 2018, a także igrzysk solidarności islamskiej w 2021. Trzeci na mistrzostwach Azji juniorów w 2016 i MŚ kadetów w 2012 roku.